# Prawo (utwór)
Prawo – utwór łódzkiego zespołu Ich Troje wydany na pierwszym singlu promującym debiutancki krążek grupy pt. Intro z września 1996. Jest interpretacją wiersza Prawo nieurodzonych Marii Pawlikowskiej-Jasnorzewskiej.
„Prawo” przez 16 tygodni zajmowało pierwsze miejsce na liście programu Muzyczna Jedynka.
Wideoklip do utworu zrealizował łódzki producent Tadeusz Porada, który wystąpił w teledysku w roli sędziego. Na realizację klipu mieli budżet w wysokości 5 tys. zł. Część ujęć nakręcili w Muzeum Polskiej Kinematografii w Łodzi. W teledysku zawarli sceny, którymi – jako jedni z pierwszych polskich wykonawców – wyrazili publicznie wsparcie społeczności LGBT.

## Lista utworów zamieszczonych na maxi-singlu[1]
1. „Ci Wielcy” – 3:58
2. „Lęk” – 3:56
3. „Cień” – 4:31
4. „Prawo” – 4:21
5. „Interview (Pierwsze Pozdrowienia dla Radia)”

## Notowania utworu
| Lista            | Pozycja |
| ---------------- | ------- |
| Muzyczna Jedynka | 1       |